# نوک‌دندان‌ها
نوک‌دندان‌ها (نام علمی: Odontorchilus) نام یک سرده از تیره الیکایی است.